# 中國湖

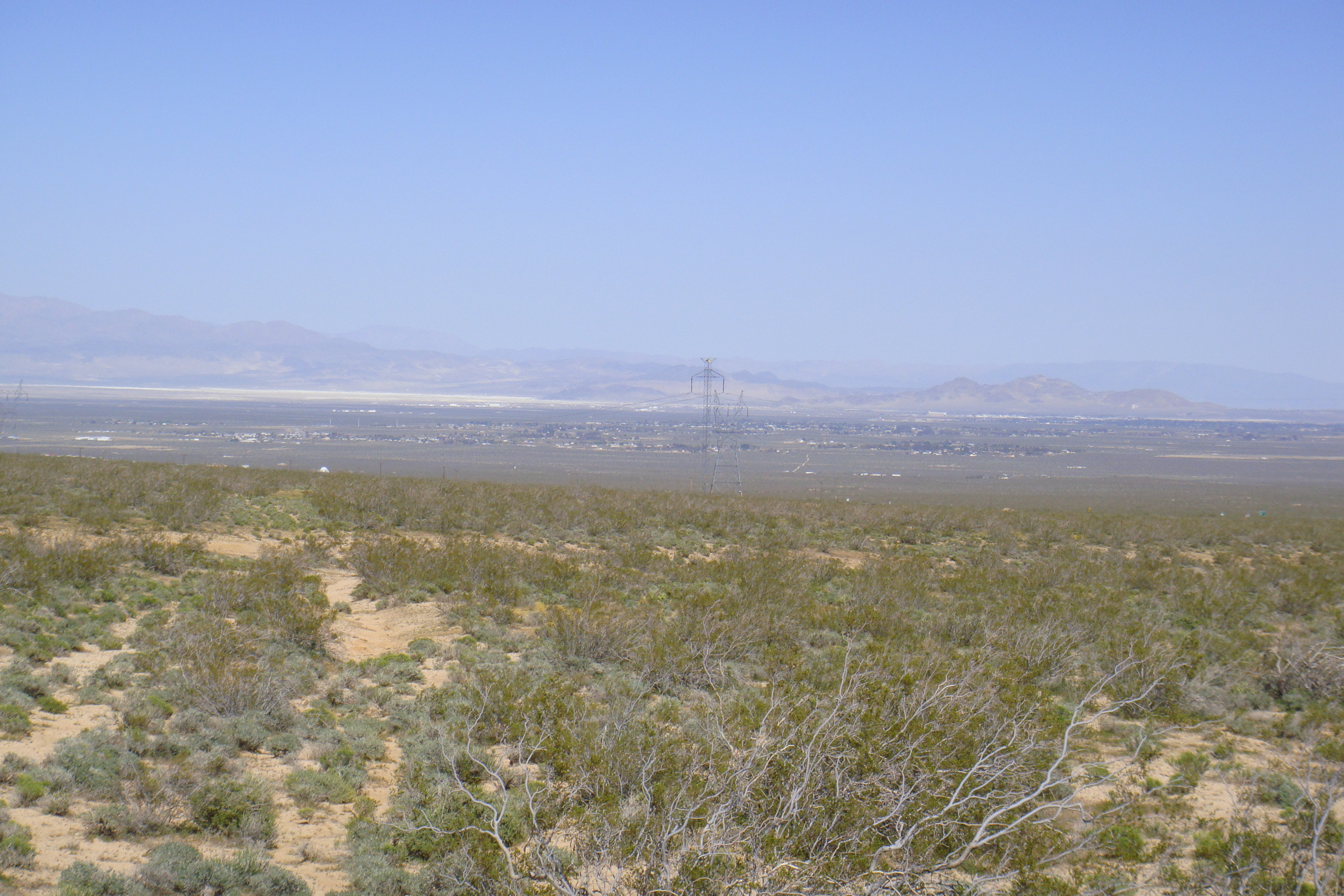
印第安維爾斯谷，顯示出里奇克萊斯特以及中國湖海軍航空武器站地區。

中國湖（英語：China Lake）是位於美國加利福尼亞州克恩縣的一個非建制地區。現為美軍的中國湖海軍航空武器站（Naval Air Weapons Station China Lake）所在地。該地的面積和人口皆未知。
二十世纪初美国华人有在此地开采钾盐而谋生，因此命名。

## 地理
中國湖的座標為35°39′03″N 117°39′42″W / 35.65083°N 117.66167°W，而該地的平均海拔高度為690（2,264英尺）。

## 史前歷史
該地區最初由科索人定居，他們創作了許多岩石藝術。科索人留下的考古文物證實了他們和其他美洲原住民部落之間的貿易。考古發現的黑曜石證實科索人與丘馬什人的貿易，遠達加州聖路易斯-奧比斯波縣的史前遺址。